# دن اریلی
دن اریلی (انگلیسی: Dan Ariely؛ زادهٔ ۲۹ آوریل ۱۹۶۷) دانشمند حوزه روان‌شناسی و اقتصاد رفتاری اهل ایالات متحده آمریکا است. او استاد دانشگاه دوک است که به دلیل دستاوردهای فوق‌العاده‌ای که داشته‌است از سوی دانشگاه به وی لقب James B. Duke Professor داده شده‌است. اما از سال ۲۰۰۶ به بعد چندین بار متهم شد که در پژوهش‌هایش اطلاعات را دستکاری و عددسازی می‌کند که منجر به از دست دادن یکی از کرسی‌های دانشگاه و پس‌گرفتن یکی از پیپرهایش شد.
ویدئو سخنرانی‌های وی در TED بیش از ۱۰ میلیون بار بازدید شده‌است.
وی همچنین برندهٔ جوایزی همچون جایزه ایگ‌نوبل شده‌است.